# Mammea africana
Mammea africana là một loài thực vật có hoa trong họ Calophyllaceae. Loài này được Sabine mô tả khoa học đầu tiên năm 1824.